# Jörger von Tollet

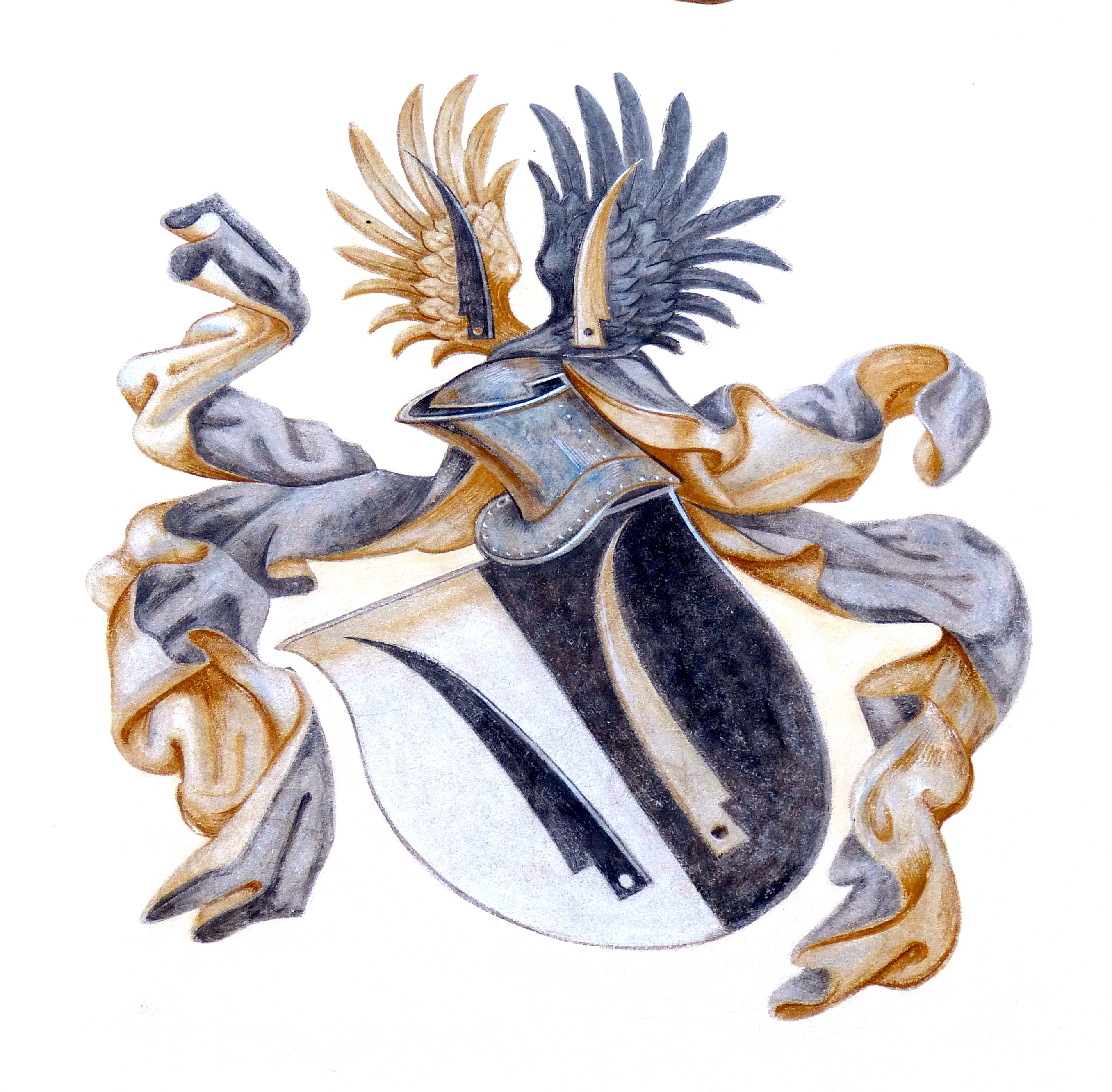
Wappen der Jörger, Landschloss Ort (Gmunden)

Die Jörger von Tollet (auch: Jörger sowie Jörger zu Tollet) waren ein Adelsgeschlecht aus Oberösterreich, das im 13. Jahrhundert das erste Mal in Erscheinung trat. Sie wurden im Jahr 1577 zu Freiherren, 1657 zu Grafen und 1659 zu Reichsgrafen (Titular-Reichsgraf) ernannt. In der Zeit des Protestantismus in Österreich traten sie als starker Förderer der neuen Religion auf, wodurch sich in der Gegenreformation ihre Situation verschlechterte und sie die meisten Güter wieder verloren. Das Geschlecht starb 1772 im Mannesstamm aus.

## Geschichte
Die Jörger stammten von Stille (Gemeinde Hofkirchen an der Trattnach). Als erster des Geschlechts ist ein Helmhardus de Stille bezeugt, der nach St. Jörgen zog und in weiterer Folge den Namen Jörger annahm. Helmhardus von Stille tauschte seinen Besitz mit dem Bistum Passau. Die Jörger fanden in St. Georgen eine Kapelle, einen Meierhof und eine Burgfeste vor und waren Lehensleute der Steinbacher-Starhemberger. Im 14. Jh. wurde die Burg Tollet (Gem. Tollet), welche sie zu einem Schloss ausbauten, zum Stammsitz der Jörger. Das Geschlecht teilte sich im 14. Jahrhundert in mehrere Linien. Ein Nachfolger Helmhardus, Helmhard IV. Jörger (1326–1360) gründete mit seiner Frau Diemut die berühmteste Linie. Er hatte Besitzungen im heutigen Ober- und Niederösterreich.
Kaiser Friedrich III. entschied 1492 einen langjährigen Streit zwischen den Jörgern und den Polheimern zugunsten der Jörger. Der darauf folgende wirtschaftliche und politische Aufschwung war getragen durch ihre Tätigkeiten im Gebiet des Finanzwesens und als Pfandgläubiger. Christoph I. Jörger (1455–1518) war das herausragende Familienmitglied dieser Zeit. Die Jörger unterstützten auch einige Kaiser finanziell, mitunter kräftig. Von Kaiser Maximilian I. erwarb er das Schloss Starhemberg in Haag am Hausruck.
Ein sehr bedeutendes Familienmitglied war Wolfgang IV. Jörger. Er heiratete die Tochter des Burggrafen von Brunneck, Dorothea Raming und war Pfandgläubiger der Herrschaft Waxenberg und Salzhauptmann in Gmunden. Am 21. Februar 1513 wurde er Landeshauptmann ob der Enns und 1522 in den Hofrat des Kaisers berufen. Er starb am 15. März 1524. Sein zweiter Sohn, Christoph II. Jörger von Tollet nahm bei Martin Luther Unterricht und kehrte als glühender Protestant nach Oberösterreich zurück und förderte die Ausbreitung des neuen Glaubens. Seine Mutter Dorothea pflegte Briefkontakt mit Martin Luther. Christoph starb 1578. Die Hinwendung zum Protestantismus sollte die Jörger später aber immer mehr in Opposition zu den Habsburgern bringen.
Helmhard VIII. (1530–1594) gilt als der bedeutendste Jörger. Auf Grund seiner besonderen Fähigkeiten im Finanz-, Verwaltungs- und Kunstwesen erwarb er mit der Zeit einige Besitztümer, darunter die Burg Scharnstein, und wurde sogar Gläubiger des Prälatenstandes. Er starb am 18. November 1594 und hinterließ ein Vermögen von 600.359 Gulden. Sein Sohn Karl Jörger (gestorben 1623) war erfolglos, bald häufte er Schulden an und musste seine Güter mit seinem Stiefbruder Wilhelm teilen.
1577 stiegen die Jörger in den alten Herrenstand auf, erst kurz zuvor wurden sie zu Freiherren. Helmhard IX. Jörger (1572–1631) war ab 1592 Regimentsrat. Er war ein Förderer des Astronomen Johannes Keplers, zu dessen Berufung von Prag nach Linz er wesentlich beitrug. Hilleprand II. Jörger erwarb mehrere Burgen im unteren Mühlviertel. Er war Landrat, Ritterstandsverordneter und starb 1571. Hans V. Jörger (1558–1627) war der Erbauer von Schloss Tollet. Er studierte in Tübingen und Padua und war der letzte Jörger auf Schloss Tollet. Zu Beginn des 17. Jahrhunderts hatte er rund 2763 Untertanen bei seinen ausgedehnten Besitztümern.

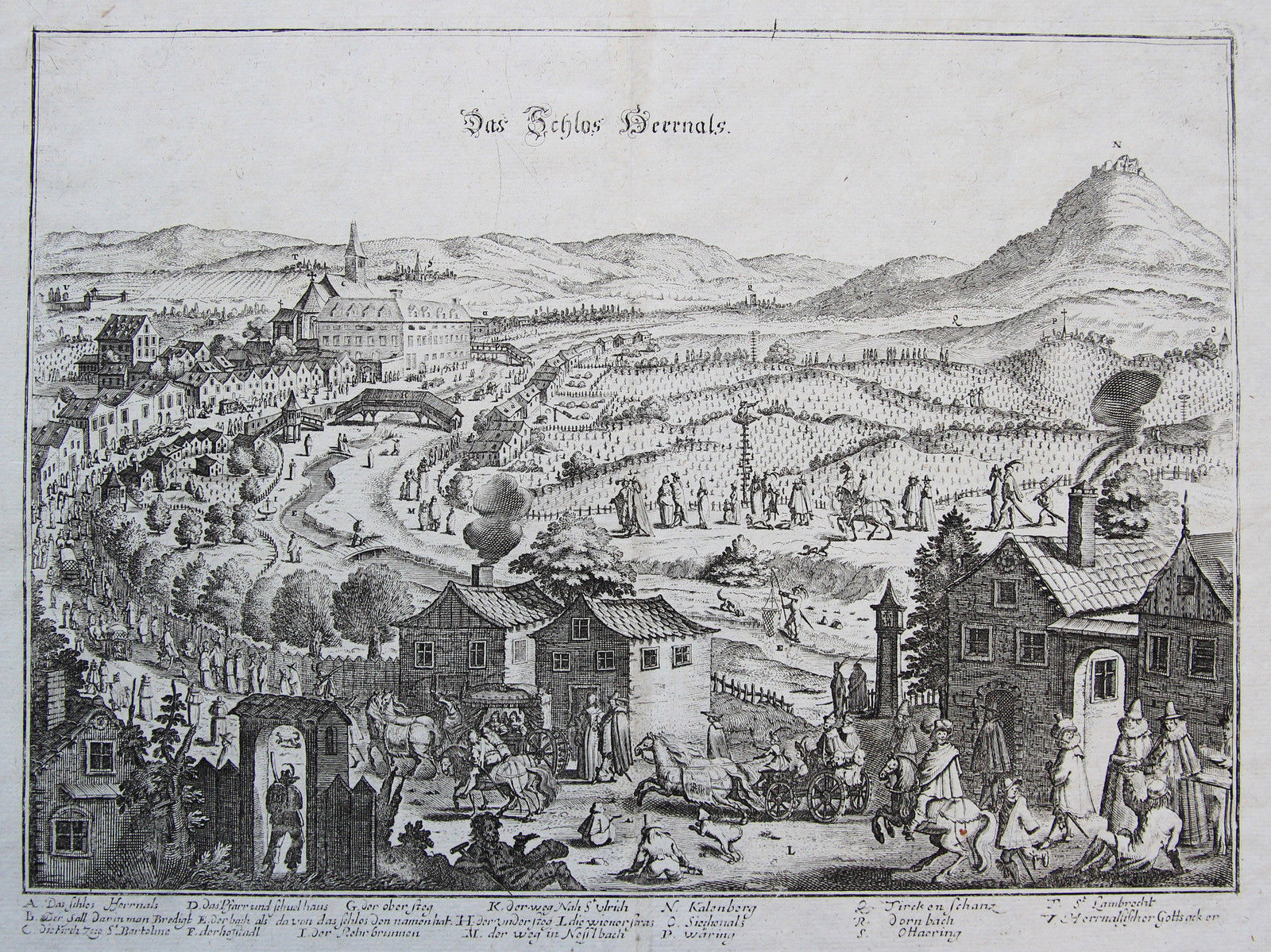
Hernals und das Schloss (oben links) waren im Besitz der Familie Jörger (Stich von Merian, um 1620)

1587 erwarben die Jörger auch Hernals bei Wien. Karl Jörger musste 1620, als einer der Rädelsführer im Aufstand der Ob der Enns’ischen Stände gegen Kaiser Ferdinand II., vor den ins Land geholten bayrischen Truppen der Katholischen Liga fliehen, wurde gefangen genommen und starb 1623 im Verlies der Veste Oberhaus bei Passau an den Folgen der Folterungen. Bereits vorher wurden seine Güter eingezogen. Auch andere Familienmitglieder wurden getötet, um 1625 wurden einige begnadigt und des Landes verwiesen. Nachdem die Jörger Schloss Tollet 1620 verlassen hatten, kam es 1628 um 30.000 Gulden an den von den Bayern eingesetzten Statthalter Oberösterreichs, den Grafen Adam von Herberstorff.
Johann Quintin I. Jörger (1624–1705) konvertierte zum katholischen Glauben und wurde unter Kaiser Ferdinand III. Kämmerer und trat 1650 in die Hofkammer ein. Am 6. Februar 1657 erhob ihn der Kaiser zum Grafen mit dem Titel: Graf und Herr zu Tollet und Erlach, Freiherr zu Kreisbach. Am 9. August 1659 erfolgte die Erhebung in den Reichsgrafenstand. 1688 wurde er Ritter des Ordens des Goldenen Vlieses. Unter dem Gesellschaftsnamen Der Erwerbende wurde er als Mitglied in die literarische Fruchtbringende Gesellschaft aufgenommen. Johann Franz Anton Dominik Jörger (1670–1738), Sohn des Johann Quintin, wurde Generalmajor und 1738 General der Kavallerie. Mit seinem Sohn, Quintin III. Jörger starb am 3. November 1772 der Mannesstamm aus.
Zu Ehren von Graf Johann Quintin I. Jörger wurde die Jörgerstraße in Hernals im Jahre 1894 benannt. Auch das Jörgerbad und die Jörgerbadgasse leiten ihre Namen von der Straße ab.

## Bedeutende Mitglieder der Familie

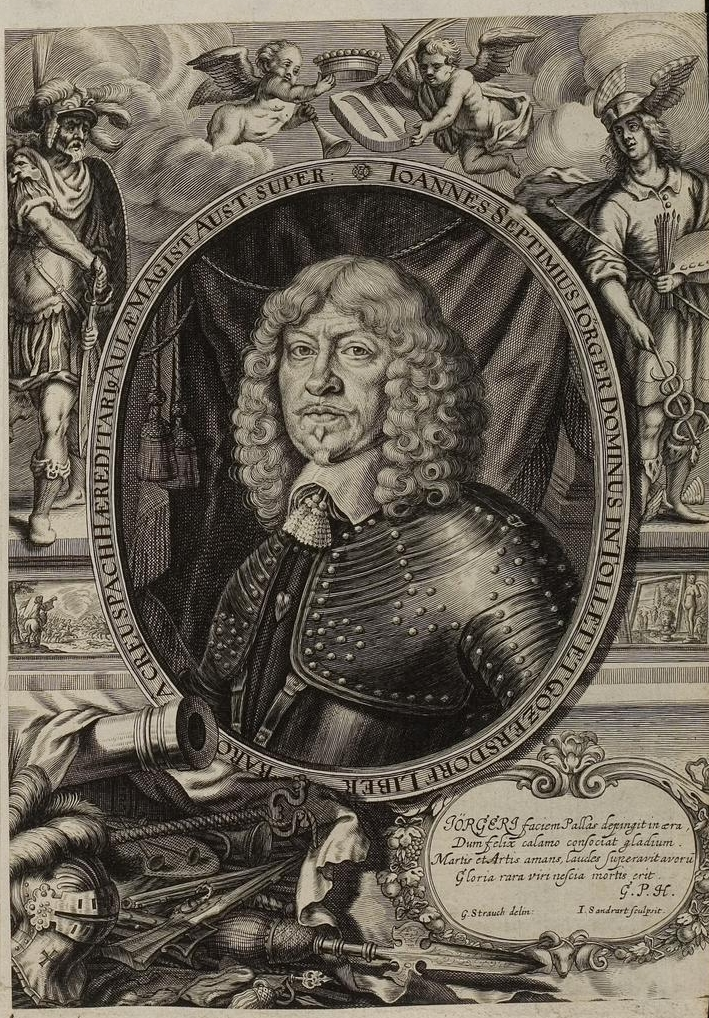
Hans Septimus Jörger von Tollet

- Wolfgang IV. Jörger (1462–1524), Landeshauptmann ob der Enns
- Helmhard VIII. Jörger (1530–1594)
- Hilleprand II. Jörger ( –1571)
- Hans V. Jörger (1558–1627)
- Hans Septimus Jörger von Tollet (1594–1662), Kupferstecher, Radierer und Kunstsammler in Nürnberg
- Andreas Christian Jörger von Tollet († 1702), österreichischer Generalfeldwachtmeister
- Johann Quintin I. Jörger (1624–1705), Staats- und Konferenzminister, Ritter des goldenen Vließes
- Franz Helfried Jörger von Tollet († 1691), österreichischer Generalfeldwachtmeister
- Anton Ägydius Jörger von Tollet († 1716/17), österreichischer Generalfeldwachtmeister
- Johann Franz Anton Jörger von Tollet (um 1670–1738), österreichischer General der Kavallerie

## Wappen
Das Stammwappen der Jörger ist ein von Silber und Schwarz gespaltener Schild mit zwei aufrecht stehenden, mit den Schneiden auswärts gekehrten Pflugmessern (Sech) in gewechselten Farben. Bei der Erhebung in den Grafenstand wurde das Wappen beträchtlich vermehrt. Die Wappenfelder 1 und 4 ziert das Wappen der Grabner zu Rosenburg, von denen die Jörger das Wappen erbten. Das Stammwappen der Jörger wurde, zum Teil in abgewandelter Form, in die Gemeindewappen von St. Georgen bei Grieskirchen, Tollet, Scharnstein und Micheldorf in Oberösterreich übernommen.

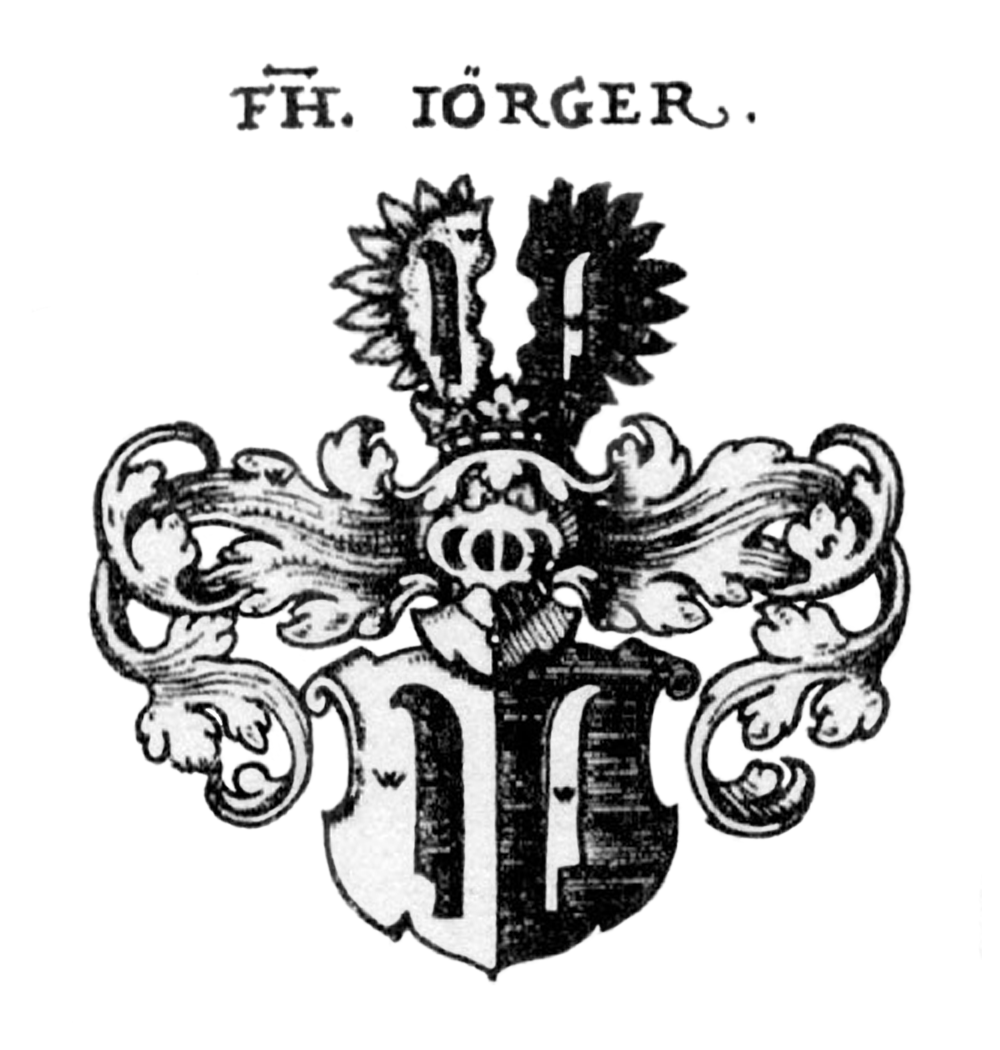
Wappen der Jörger (Stammwappen)
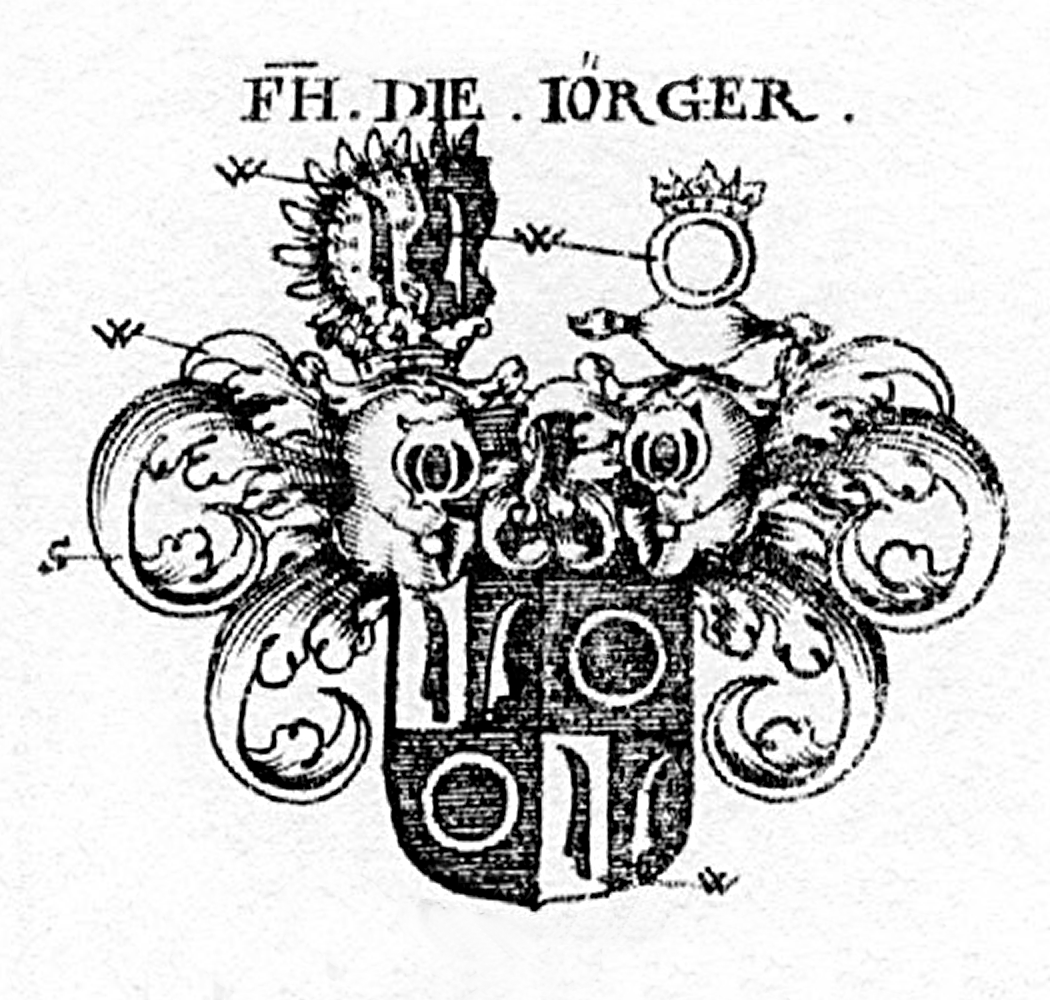
Wappen der Jörger (Freiherrn)
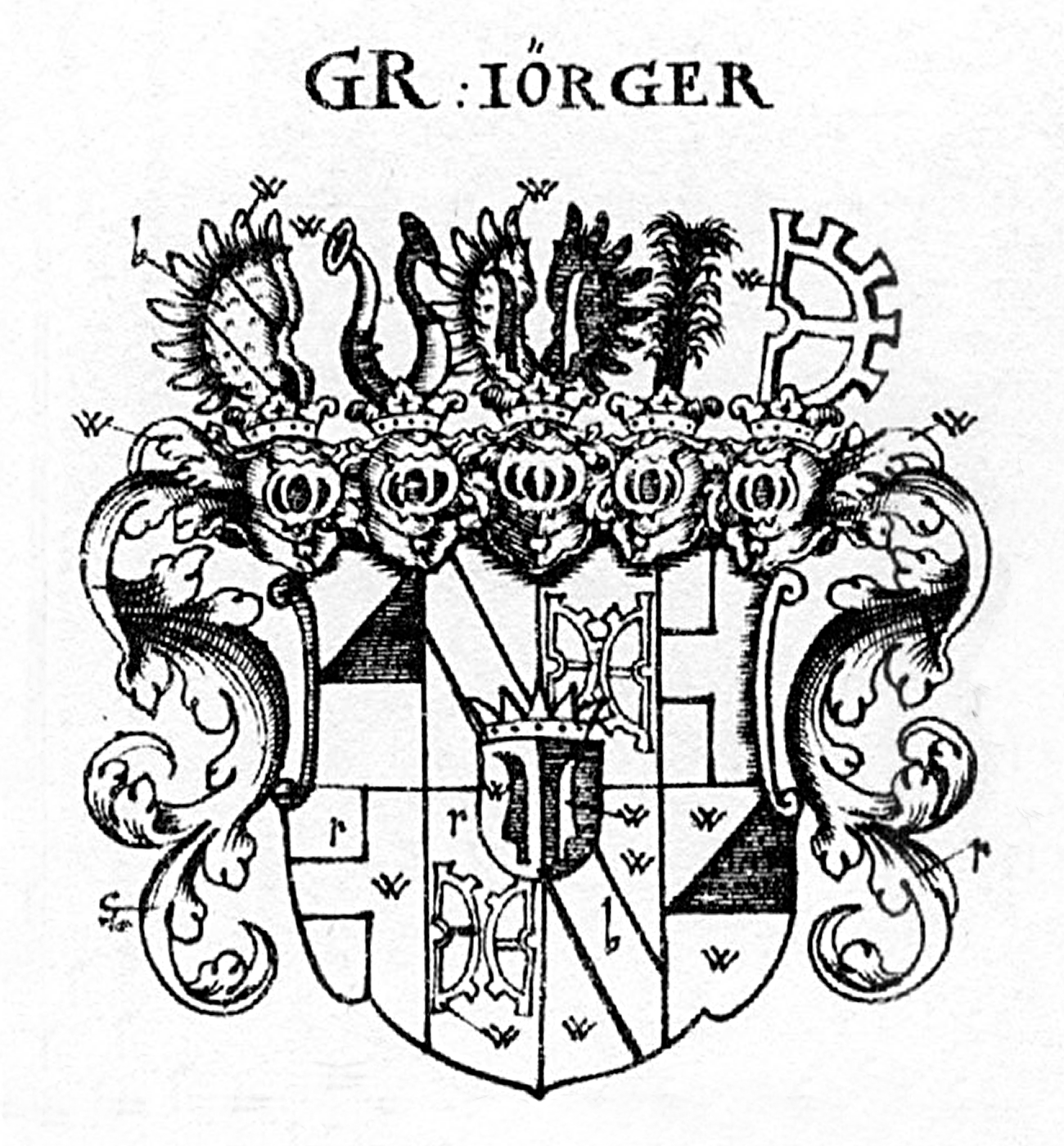
Wappen der Jörger (Grafen)
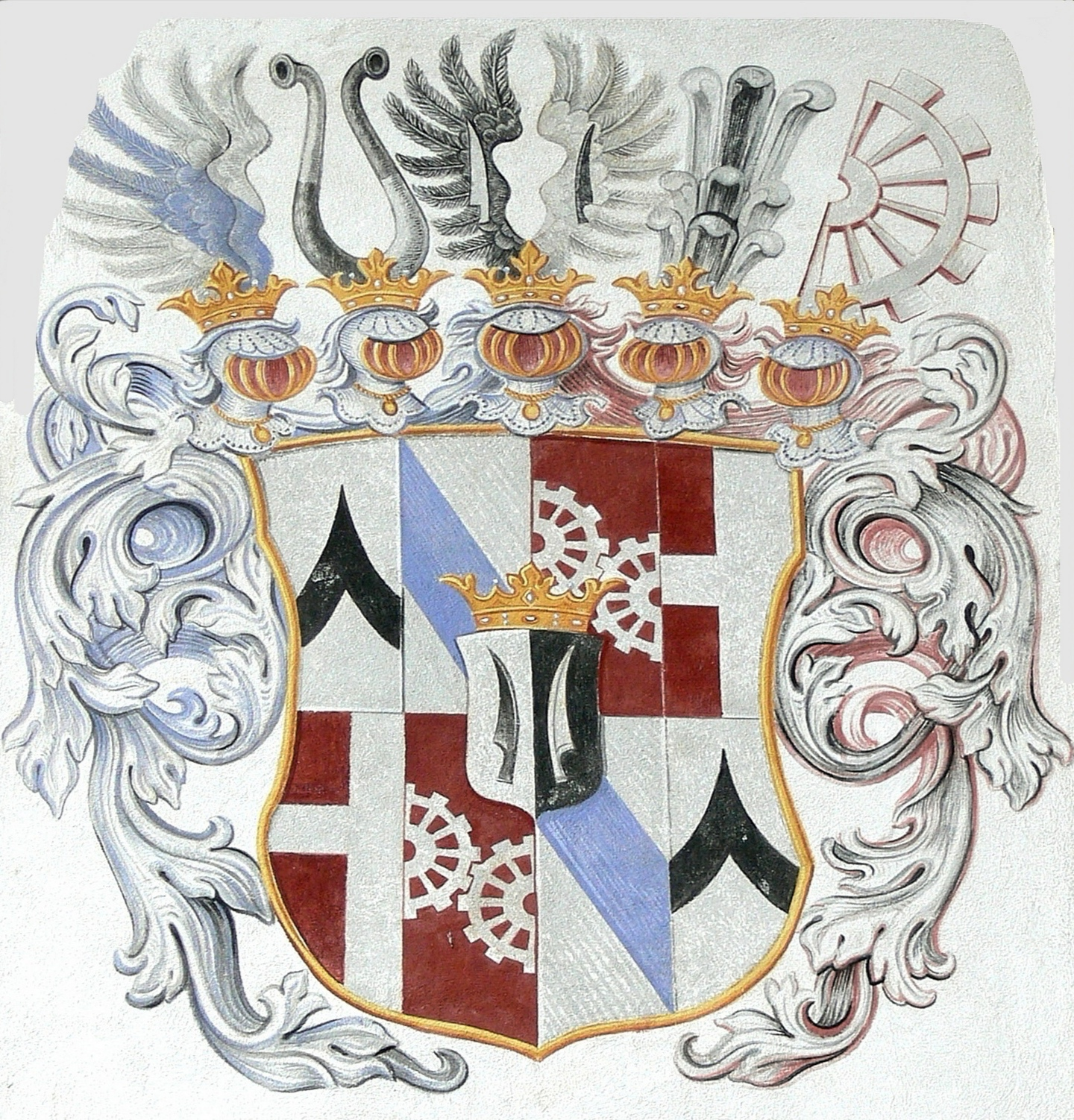
Herren- und Grafenwappen mit den blau-weißen Schrägbalkenwappen der Grabner (Von Graben)